# Леманський Олександр Олексійович
Олекса́ндр Олексі́йович Лема́нський (рос. Александр Алексеевич Леманский,1935-2007) — російський конструктор зброї, керівник створення зенітних комплексів.

## Біографія
Олександр Леманський народився в 1935 році в Москві. У 1958 році закінчив Московський фізико-технічний інститут. Доктор технічних наук, професор, заслужений діяч науки РФ.
З 1958 року працював в ЦКБ «Алмаз» на посадах техніка, інженера, старшого інженера, начальника групи, начальника відділу, начальника науково-дослідного відділення, заступника головного конструктора, головного конструктора, першого заступника генерального конструктора.
Попередник НВО «Алмаз» — Спеціальне бюро № 1 Міністерства озброєнь (СБ-1) було створено ухвалою уряду у вересні 1947-го. Організації було доручено займатися створенням керованої ракетної зброї класу «повітря — земля». Проте пізніше керівництво країни поставило перед СБ-1 завдання створення зенітної ракетної системи С-25 для забезпечення ППО Москви і Московського промислового району.
З того часу зенітна тематика (особливе створення комплексів об'єктовою ППО) стало візитівкою організації. У 1950 році СБ-1 було перейменовано в КБ-1, потім в МКБ «Стріла» і, нарешті, ЦКБ «Алмаз».
У 1950—1955 роках ЦКБ «Алмаз» під керівництвом генерального конструктора А. А. Расплетіна створило і упровадило багатоканальну зенітну ракетну систему С-25. Під керівництвом академіка Расплетіна були створені також етапні комплекси, що визначили подальшу еволюцію радянських зенітно-ракетних систем великого і середнього радіуса дії: С-75, С-125, С-200.
Конструкторське бюро брало участь в створенні протиракетних комплексів для захисту Москви. Расплетін почав розробку уніфікованого комплексу С-300П, подальшу роботу над ним продовжив вже генеральний конструктор Б. В. Бункін (помер 22 травня 2007 року). У липні 1998 року Бункін передав «конструкторський жезл» підприємства Олександру Олексійовичеві Леманському, своєму першому заступникові і з 1986 року головному конструктору систем.
Під безпосереднім керівництвом Леманського була виконана велика частина робіт із створення зенітно-ракетних комплексів С-300 і їхніх модифікацій. Леманський очолював розробку антенних пристроїв для зенітних ракетних систем С-300ПМУ, С-200ДЭ, С-300ПМУ1. Він безпосередньо брав участь в створенні унікальних зенітних ракетних систем С-300ПМУ1 і С-300ПМУ2. Саме вони охороняють сьогодні повітряний простір Росії.
Його остання розробка — система С-400 «Тріумф» — за своїми характеристиками не має аналогів у світі.
Зенітний-ракетний комплекс (ЗРК) С-400 «Тріумф» призначений для заміни ЗРК сімейств С-300 і С-200 і має підвищену ефективність при боротьбі з новими типами цілей — літальними апаратами з технологією Stealth, малорозмірними крилатими ракетами, а також балістичними ракетами, радіус дії яких не перевищує 3,5 тис. км, а швидкість польоту — 4,8 км/с. На одній пусковій установці можуть розміщуватися чотири ракети надвеликої дальності (до 400 км). Вона може знищувати літаки за межами радіовидимості наземних локаторів наведення.
Помер Олександр Леманський 27 вересня 2007 року на полігоні Капустін Яр в Астраханській області.